# Cichorioideae
Cichorioideae es una subfamilia de fanerógamas perteneciente a la familia Asteraceae, con capítulos exclusivamente formados de lígulas.
Es una subfamilia con un número importante de géneros (224) y especies (3600) de distribución cosmopolita. Presentan látex, las flores del disco son profundamente lobadas, los ápices de los brazos estilares son agudos y los pelos también son agudos. Los números cromosómicos básicos más frecuentes son 9 o 10, más raramente 7 o 13. Los géneros con mayor riqueza de especies son: Vernonia (800-1000), Crepis (200), Jurinea (200), Scorzonera (175), Lepidaploa (115), Tragopogon (110), Lessingianthus (100), Hieracium (90-1000), Lactuca (75), Vernonanthura (65), Hypochaeris (60), Sonchus (60) y Taraxacum (60-2000).

## Tribus
- Arctotideae
- Cichorieae
- Gundelieae
- Liabeae
- Vernonieae